# Кућа Џафера Деве
Кућа Џафера Деве (алб. Shtëpia e Xhafer Devës) је споменик културне баштине Косова и Метохије, који се налази у јужној Косовској Митровици.

## Историја
Кућа Џафера Деве саграђена је у центру града, тачније у старом градском језгру Косовске Митровице и то поред централних градских објеката и институција. Кућа је саграђена 1930. године, а на почетку градње имала стамбени карактер. После Другог светског рата, тадашња власт је запленила целокупну имовину Џафера Деве и она је прешла у друштвену својину. После заплене, кућа је служила као амбуланта, а касније за збрињавање стамбено незбринутих породица. Горе поменуту кућу саградио је Џафер Дева, једна од најистакнутијих личности у том региону. Кућа има стамбену намену, а спратност је По+П+2 и од изузетне је друштвене, културно-историјске и архитектонске вредности за цео регион. По грађевинском стилу, ова кућа припада савременој западно-европској архитектури и одликује се бројним декоративним елементима на екстеријеру. Као таква, она је једна од првих кућа овог стила у Митровици. Грађевински стил ове куће представља радикалан преокрет у преласку са градње објеката са утицајем архитектуре оријенталног стила на градњу објеката са стилом савремене европске архитектуре. Систем градње је масиван. Главни грађевински материјал су камен и цигла од печене глине повезани кречним малтером, док је међуспратна конструкција од дрвета. Кров је двоводни са дрвеном конструкцијом, окружен зидом венца, а кровни покривач је од ћерамиде. Кућа је изнутра и споља омалтерисана кречним малтером. Зграда је сачувала првобитно грађевинско стање. На објекту нису урађене значајније промене, осим одређених интервенција у подели унутрашњег простора.
Кућа је изгорела у пожару 28. марта 2015. године.

## Галерија
- Кућа Џафера Деве током гашења пожара
- Кућа Џафера Деве након што је спаљена